# Francisco Estrada Soto
Francisco «Paquín» Estrada Soto (Navojoa, Sonora; 12 de febrero de 1948 -Ciudad Obregón, Sonora; 9 de diciembre de 2019) fue uno de los beisbolistas mexicanos más exitosos. Es considerado uno de los mejores receptores (cácher) en la historia de la Liga Mexicana de Béisbol. Participó en Liga Mexicana de Béisbol, Liga Mexicana del Pacífico y en un juego de Grandes Ligas de Béisbol y el segundo manejador con más triunfos después de "Cananea" Reyes.
Su gran carrera de 40 años que inició en 1964, la terminó en 2004. 30 fueron como receptor y 28 como mánager, y varios como jugador y mánager lo tienen en el Salón de la Fama del Béisbol Mexicano.
Ganó 17 títulos: 5 como jugador y 12 como manejador.
Como jugador ganó 5 títulos: con Culiacán (2), con Diablos (1), Puebla (1) y Serie del Caribe (1). 
Como manejador ganó 12 títulos: en la Liga Mexicana de Béisbol (3) y Liga Mexicana del Pacífico (7), compartió la marca de más Series del Caribe dirigidas con siete, de más Series del Caribe ganadas con (2) y fue el primer mánager de México en el primer Clásico Mundial de Béisbol. Cananea Reyes lo supera con 14 títulos. 

## Trayectoria deportiva

### Grandes Ligas de Béisbol
En Grandes Ligas llegó a participar en un juego con los Mets de Nueva York, en 1971. Sus números ahí fueron: 
| Estadísticas en MLB |                    |    |     |    |   |    |    |    |    |    |    |    |      |
| Año                 | Equipo             | JJ | VAB | CA | H | H2 | H3 | HR | CP | BB | SO | BR | AVE  |
| 1971                | Mets de Nueva York | 1  | 2   | 0  | 1 | 0  | 0  | 0  | 0  | 0  | 0  | 0  | .500 |

### Liga Mexicana del Pacífico
Francisco Estrada tuvo su primera aparición en el béisbol mexicano en 1964, con tan solo 16 años de edad, debutó con el equipo de Mayos de Navojoa, participó durante 30 temporadas consecutivas hasta la campaña 1993-94, durante esos años estuvo con cinco diferentes equipos: Mayos de Navojoa, Yaquis de Ciudad Obregón, Venados de Mazatlán, Tomateros de Culiacán y Águilas de Mexicali.

Como jugador obtuvo 2 campeonatos, ambos con Tomateros de Culiacán en la temporada 1982-83 y 1984-85. Sus números en ésta liga fueron:
| Estadísticas en LMP |                                           |       |       |     |      |     |    |    |     |     |     |    |      |
| Año                 | Equipo                                    | JJ    | VAB   | CA  | H    | H2  | H3 | HR | CP  | BB  | SO  | BR | AVE  |
| 1964-65             | Mayos de Navojoa                          | 16    | 20    | 1   | 4    | 2   | 0  | 1  | 3   | 4   | 7   | 0  | .200 |
| 1965-66             | Mayos de Navojoa                          | 65    | 182   | 18  | 44   | 4   | 0  | 0  | 14  | 21  | 31  | 1  | .242 |
| 1966-67             | Mayos de Navojoa                          | 85    | 330   | 28  | 79   | 17  | 0  | 7  | 43  | 10  | 66  | 4  | .239 |
| 1967-68             | Yaquis de Ciudad Obregón                  | 93    | 339   | 31  | 73   | 7   | 0  | 11 | 35  | 37  | 55  | 9  | .215 |
| 1968-69             | Yaquis de Ciudad Obregón                  | 77    | 258   | 21  | 67   | 13  | 0  | 8  | 31  | 21  | 42  | 1  | .260 |
| 1969-70             | Yaquis de Ciudad Obregón                  | 62    | 203   | 22  | 52   | 11  | 0  | 6  | 27  | 20  | 38  | 0  | .256 |
| 1970-71             | Yaquis de Ciudad Obregón                  | 83    | 296   | 37  | 79   | 9   | 0  | 11 | 44  | 35  | 43  | 5  | .267 |
| 1971-72             | Yaquis de Ciudad Obregón                  | 70    | 247   | 19  | 59   | 10  | 1  | 5  | 32  | 37  | 33  | 2  | .239 |
| 1972-73             | Venados de Mazatlán                       | 75    | 225   | 24  | 52   | 12  | 0  | 6  | 26  | 36  | 38  | 3  | .231 |
| 1973-74             | Venados de Mazatlán-Yaquis de Cd. Obregón | 76    | 253   | 32  | 60   | 8   | 0  | 6  | 27  | 36  | 25  | 2  | .237 |
| 1974-75             | Yaquis de Ciudad Obregón                  | 75    | 255   | 19  | 71   | 8   | 1  | 3  | 29  | 32  | 20  | 1  | .278 |
| 1975-76             | Yaquis de Ciudad Obregón                  | 44    | 148   | 8   | 36   | 3   | 0  | 0  | 16  | 9   | 8   | 4  | .243 |
| 1976-77             | Yaquis de Ciudad Obregón                  | 66    | 219   | 18  | 51   | 8   | 0  | 1  | 16  | 20  | 14  | 0  | .233 |
| 1977-78             | Yaquis de Ciudad Obregón                  | 71    | 234   | 13  | 63   | 4   | 0  | 1  | 24  | 13  | 11  | 1  | .269 |
| 1978-79             | Yaquis de Ciudad Obregón                  | 55    | 173   | 14  | 36   | 3   | 0  | 1  | 16  | 18  | 5   | 5  | .208 |
| 1979-80             | Yaquis de Ciudad Obregón                  | 61    | 196   | 13  | 56   | 2   | 0  | 2  | 22  | 15  | 13  | 2  | .286 |
| 1980-81             | Mayos de Navojoa                          | 44    | 144   | 17  | 33   | 2   | 0  | 0  | 8   | 10  | 12  | 1  | .229 |
| 1981-82             | Yaquis de Ciudad Obregón                  | 67    | 224   | 12  | 56   | 4   | 0  | 1  | 16  | 18  | 8   | 2  | .253 |
| 1982-83             | Tomateros de Culiacán                     | 66    | 229   | 18  | 58   | 8   | 1  | 0  | 16  | 28  | 12  | 3  | .253 |
| 1983-84             | Tomateros de Culiacán                     | 62    | 158   | 12  | 35   | 4   | 0  | 0  | 8   | 23  | 6   | 1  | .222 |
| 1984-85             | Tomateros de Culiacán                     | 50    | 138   | 15  | 35   | 3   | 0  | 1  | 12  | 14  | 7   | 0  | .254 |
| 1985-86             | Tomateros de Culiacán                     | 58    | 183   | 19  | 59   | 7   | 0  | 1  | 19  | 17  | 9   | 1  | .322 |
| 1986-87             | Tomateros de Culiacán                     | 44    | 139   | 7   | 25   | 2   | 0  | 0  | 5   | 8   | 6   | 1  | .180 |
| 1987-88             | Tomateros de Culiacán                     | 33    | 102   | 4   | 27   | 7   | 0  | 0  | 9   | 9   | 3   | 1  | .265 |
| 1988-89             | Mayos de Navojoa                          | 29    | 73    | 7   | 12   | 0   | 0  | 0  | 3   | 9   | 3   | 0  | .164 |
| 1989-90             | Mayos de Navojoa                          | 10    | 19    | 2   | 2    | 0   | 0  | 0  | 0   | 2   | 0   | 0  | .105 |
| 1990-91             | Mayos de Navojoa                          | 29    | 72    | 3   | 21   | 3   | 0  | 1  | 9   | 4   | 2   | 1  | .292 |
| 1991-92             | Águilas de Mexicali                       | 4     | 11    | 0   | 1    | 0   | 0  | 0  | 0   | 0   | 3   | 0  | .091 |
| 1992-93             | Águilas de Mexicali                       | 1     | 2     | 1   | 1    | 0   | 0  | 0  | 0   | 1   | 0   | 0  | .500 |
| 1993-94             | Yaquis de Ciudad Obregón                  | 7     | 16    | 1   | 1    | 0   | 0  | 0  | 1   | 0   | 1   | 0  | .063 |
| TOTAL               |                                           | 1,578 | 5,088 | 436 | 1248 | 161 | 3  | 73 | 511 | 507 | 521 | 51 | .245 |

#### Campeonato de LMP
| Equipo                | Temporada |
| --------------------- | --------- |
| Tomateros de Culiacán | 1982-83   |
| Tomateros de Culiacán | 1984-85   |

### Liga Mexicana de Béisbol
Francisco Estrada inicio a su carrera en LMB en 1966 con los Diablos Rojos del México en donde jugó por 26 temporadas, durante esos años estuvo con 5 diferentes equipos: Diablos Rojos del México, Ángeles de Puebla, Piratas de Campeche, Bravos de León y Petroleros de Minatitlán. 

Estrada fue integrante de equipos campeones, en 1968 con Diablos Rojos del México y en 1979 con los Ángeles de Puebla. Sus datos estadísticos en la liga fueron:
| Estadísticas en LMB |                          |       |       |     |       |     |    |    |     |     |     |    |      |
| Año                 | Equipo                   | JJ    | VAB   | CA  | H     | H2  | H3 | HR | CP  | BB  | SO  | BR | AVE  |
| 1966                | Diablos Rojos del México | 74    | 160   | 20  | 38    | 11  | 0  | 3  | 12  | 9   | 23  | 0  | .238 |
| 1967                | Diablos Rojos del México | 136   | 469   | 57  | 132   | 22  | 2  | 8  | 72  | 31  | 59  | 4  | .281 |
| 1968                | Diablos Rojos del México | 140   | 425   | 48  | 105   | 15  | 2  | 7  | 44  | 62  | 52  | 5  | .247 |
| 1969                | Diablos Rojos del México | 116   | 318   | 32  | 83    | 12  | 4  | 3  | 34  | 32  | 29  | 3  | .261 |
| 1970                | Diablos Rojos del México | 138   | 442   | 83  | 134   | 24  | 11 | 18 | 85  | 72  | 53  | 1  | .303 |
| 1974                | Angeles de Puebla        | 125   | 443   | 72  | 138   | 19  | 2  | 8  | 54  | 45  | 25  | 5  | .312 |
| 1975                | Angeles de Puebla        | 122   | 442   | 50  | 139   | 17  | 1  | 5  | 64  | 35  | 22  | 4  | .314 |
| 1976                | Angeles de Puebla        | 110   | 350   | 30  | 90    | 8   | 2  | 1  | 35  | 44  | 20  | 0  | .257 |
| 1977                | Angeles de Puebla        | 137   | 439   | 50  | 124   | 15  | 1  | 5  | 59  | 34  | 20  | 2  | .282 |
| 1978                | Angeles de Puebla        | 140   | 460   | 55  | 147   | 18  | 3  | 3  | 61  | 38  | 21  | 6  | .320 |
| 1979                | Angeles de Puebla        | 112   | 399   | 54  | 129   | 19  | 1  | 2  | 69  | 35  | 17  | 4  | .323 |
| 1980                | Angeles de Puebla        | 84    | 307   | 38  | 83    | 13  | 0  | 2  | 46  | 23  | 20  | 3  | .270 |
| 1981                | Piratas de Campeche      | 112   | 389   | 29  | 98    | 7   | 1  | 0  | 34  | 36  | 23  | 1  | .252 |
| 1982                | Piratas de Campeche      | 119   | 362   | 27  | 90    | 7   | 1  | 2  | 39  | 48  | 18  | 6  | .249 |
| 1983                | Piratas de Campeche      | 81    | 245   | 23  | 61    | 9   | 0  | 1  | 24  | 31  | 15  | 3  | .249 |
| 1984                | Truchas de Toluca        | 86    | 284   | 33  | 70    | 12  | 0  | 0  | 23  | 24  | 9   | 2  | .246 |
| 1985                | Piratas de Campeche      | 77    | 213   | 24  | 49    | 9   | 0  | 2  | 20  | 36  | 8   | 2  | .230 |
| 1986                | Piratas de Campeche      | 88    | 286   | 30  | 87    | 14  | 1  | 3  | 32  | 28  | 15  | 7  | .304 |
| 1987                | Piratas de Campeche      | 87    | 246   | 32  | 64    | 15  | 0  | 4  | 30  | 42  | 13  | 4  | .260 |
| 1988                | Piratas de Campeche      | 57    | 150   | 14  | 46    | 3   | 0  | 2  | 10  | 16  | 5   | 2  | .307 |
| 1989                | Bravos de León           | 43    | 121   | 14  | 31    | 4   | 0  | 0  | 8   | 10  | 4   | 3  | .256 |
| 1990                | Bravos de León           | 23    | 57    | 3   | 11    | 1   | 0  | 0  | 4   | 3   | 5   | 0  | .193 |
| 1991                | Bravos de León           | 75    | 229   | 23  | 64    | 8   | 1  | 1  | 36  | 24  | 12  | 0  | .279 |
| 1992                | Petroleros de Minatitlán | 50    | 134   | 17  | 34    | 7   | 0  | 3  | 17  | 9   | 8   | 1  | .254 |
| 1993                | Petroleros de Minatitlán | 50    | 127   | 14  | 23    | 5   | 0  | 1  | 9   | 18  | 5   | 0  | .181 |
| 1994                | Petroleros de Minatitlán | 33    | 86    | 4   | 19    | 3   | 1  | 0  | 2   | 2   | 4   | 0  | .221 |
| TOTAL               |                          | 2,415 | 7,583 | 876 | 2,706 | 297 | 34 | 84 | 923 | 787 | 505 | 68 | .275 |

#### Campeonato de LMB
| Equipo                   | Temporada |
| ------------------------ | --------- |
| Diablos Rojos del México | 1968      |
| Ángeles de Puebla        | 1979      |

### Serie del Caribe (1)
Obtuvo un campeonato en la Serie del Caribe, en 1986 como jugador con las Águilas de Mexicali, en este último equipo como refuerzo en la serie del Caribe de 1986, dando el hit con el que se coronó México campeón en Maracaibo Venezuela en 1986.

#### Campeonato de Serie del Caribe
| Equipo              | Año  |
| ------------------- | ---- |
| Águilas de Mexicali | 1986 |

## Trayectoria como mánager

### Liga Mexicana del Pacífico (7)
En la Liga Mexicana del Pacífico ha obtenido siete campeonatos, seis con Tomateros de Culiacán y uno con los Águilas de Mexicali. Inició su carrera como mánager (aun siendo jugador) en 1982, en la Liga Mexicana del Pacífico con los Tomateros de Culiacán, obtuvo su primer campeonato ese mismo año, luego manejó a los  Águilas de Mexicali, Mayos de Navojoa, Naranjeros de Hermosillo y Yaquis de Ciudad Obregón.

#### Campeonatos de LMP
| Equipo                | Temporada |
| --------------------- | --------- |
| Tomateros de Culiacán | 1982-83   |
| Tomateros de Culiacán | 1984-85   |
| Tomateros de Culiacán | 1995-96   |
| Tomateros de Culiacán | 1996-97   |
| Águilas de Mexicali   | 1998-99   |
| Tomateros de Culiacán | 2001-02   |
| Tomateros de Culiacán | 2003-04   |

### Serie del Caribe (2)
Ha obtenido dos campeonatos en la Serie del Caribe, en 1996 y 2002, dirigiendo a los Tomateros de Culiacán.

#### Campeonatos de Serie del Caribe
| Equipo                | Año  |
| --------------------- | ---- |
| Tomateros de Culiacán | 1996 |
| Tomateros de Culiacán | 2002 |

### Liga Mexicana de Béisbol (3)
Fue campeón en 1983 y 2004 con los Piratas de Campeche y en 1990 con los Bravos de León. En Liga Mexicana de Béisbol inició su carrera como mánager (aun siendo jugador) en 1983, con los Piratas de Campeche, luego manejó a los Osos Negros de Toluca, Bravos de León, Petroleros de Minatitlán, Pericos de Puebla y Langosteros de Cancún.

#### Campeonatos de LMB
| Equipo              | Temporada |
| ------------------- | --------- |
| Piratas de Campeche | 1983      |
| Bravos de León      | 1990      |
| Piratas de Campeche | 2004      |

## Salón de la Fama
Es miembro del Salón de la Fama del Béisbol Mexicano desde el año 2000 como jugador.

## Muerte
Falleció tras pasar varias semanas ingresado en el hospital IMSS (Instituto Mexicano del Seguro Social) en Cd. Obregón, Sonora, como consecuencia de complicaciones cardíacas a los setenta y un años.